# Five Eyes
I Cinque Occhi (Five Eyes in inglese, acronimo: FVEY) è un'alleanza di sorveglianza che comprende Australia, Canada, Nuova Zelanda, Regno Unito e Stati Uniti. Questi paesi fanno parte dell'accordo UKUSA, un trattato di cooperazione congiunta in materia di intelligence dei segnali.
Le sue origini possono essere fatte risalire al periodo successivo alla Seconda Guerra Mondiale, quando gli Alleati sottoscrissero la Carta Atlantica con l'intento di definire i loro obiettivi per un mondo postbellico. Nel corso della guerra fredda, FVEY sviluppò il sistema di sorveglianza ECHELON   per monitorare le comunicazioni dell'ex Unione Sovietica e del blocco orientale, divenuto poi un mezzo per monitorare le comunicazioni private in tutto il mondo.
Alla fine degli anni '90, il disvelamento pubblico dell'esistenza di ECHELON innescò un grande dibattito in seno al Parlamento europeo e, in misura minore, al Congresso degli Stati Uniti. I Cinque Occhi hanno ulteriormente ampliato le proprie capacità di sorveglianza nel corso della "guerra al terrore", ponendo molta enfasi sul monitoraggio del World Wide Web. L'ex consulente della NSA Edward Snowden ha descritto i Cinque Occhi come "un'organizzazione di intelligence sovranazionale che non risponde alle leggi conosciute dei propri paesi". I documenti fatti trapelare da Snowden nel 2013 hanno rivelato che i Cinque Occhi hanno spiato persone e condiviso le informazioni raccolte al fine di eludere le normative nazionali restrittive sulla sorveglianza dei cittadini.
Nonostante le continue polemiche sui suoi metodi, l'alleanza dei Cinque Occhi rimane una delle più complete coalizioni di spionaggio della storia.

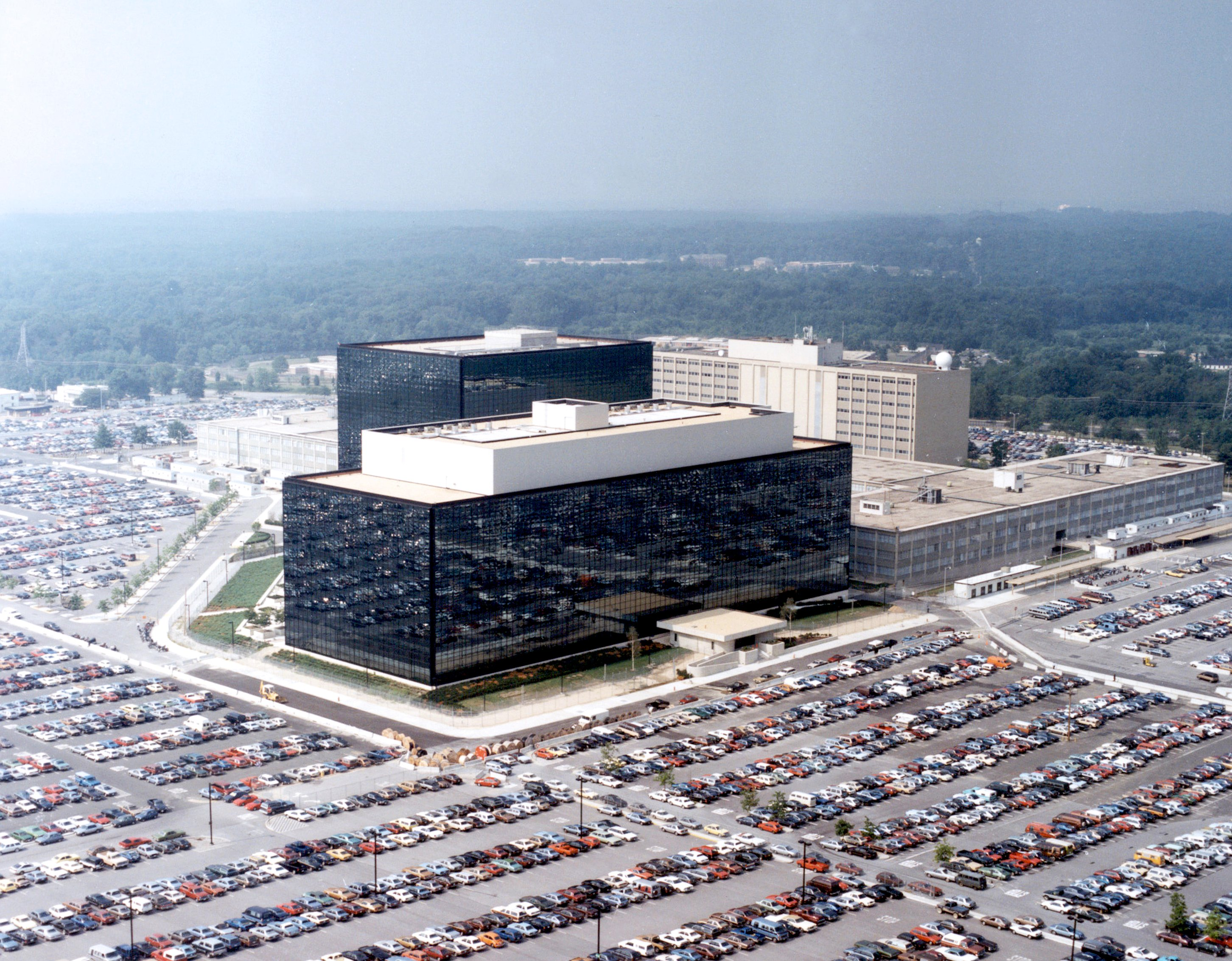
Sede centrale dell'NSA, Fort Meade, Maryland, Stati Uniti

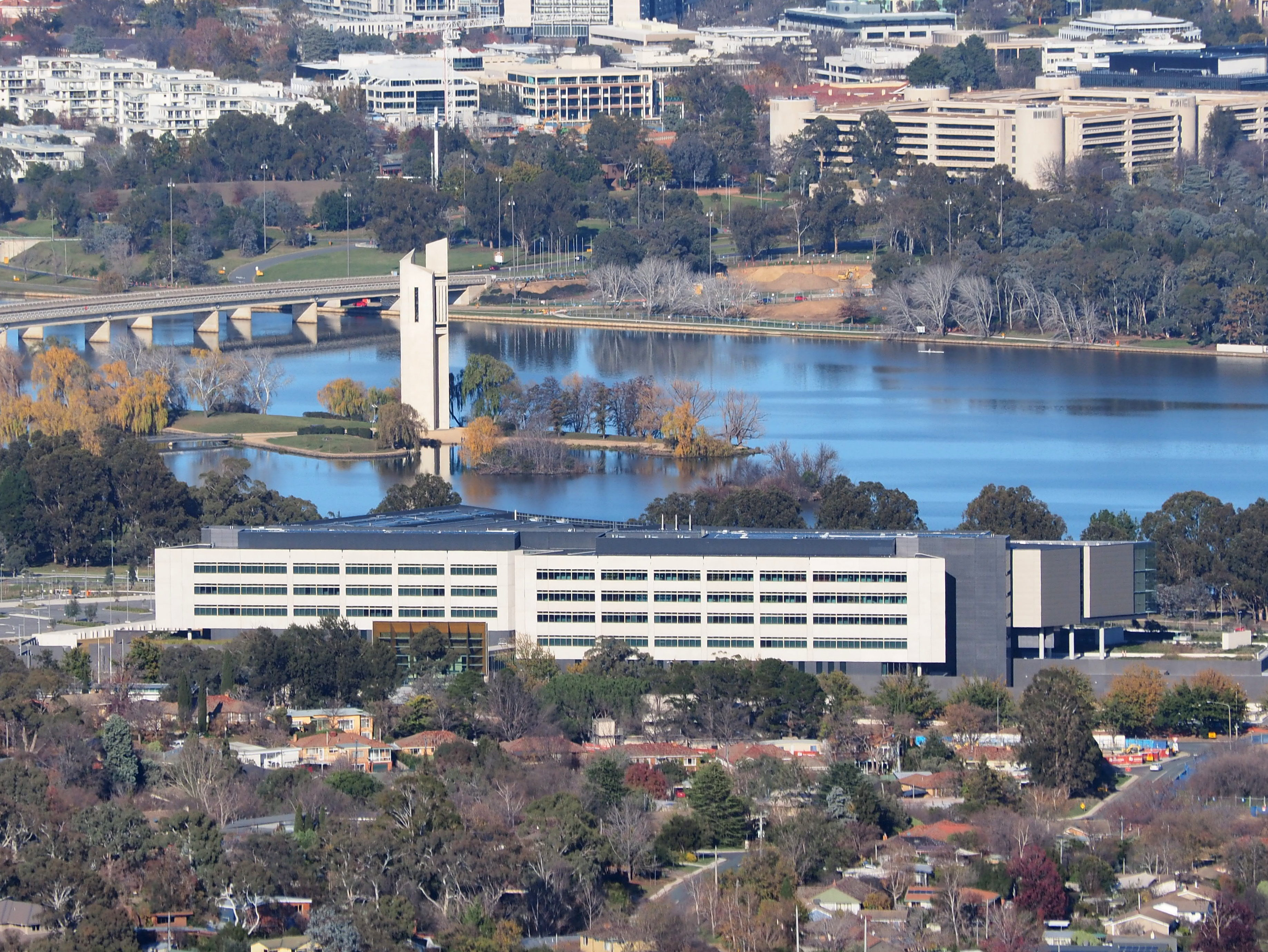
Ufficio centrale dell'ASIO, Canberra, Australia

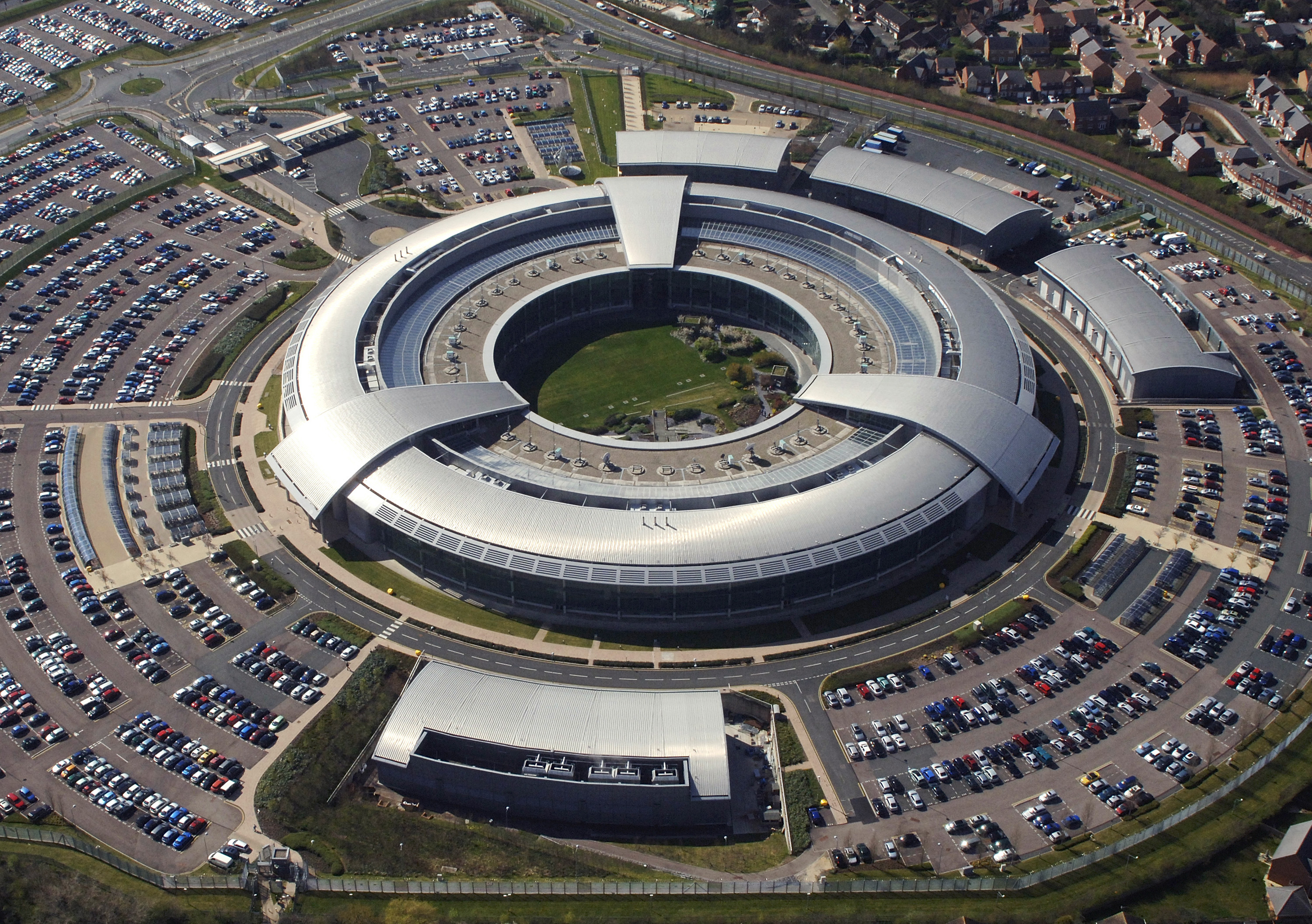
GCHQ, Cheltenham, Gloucestershire, Regno Unito

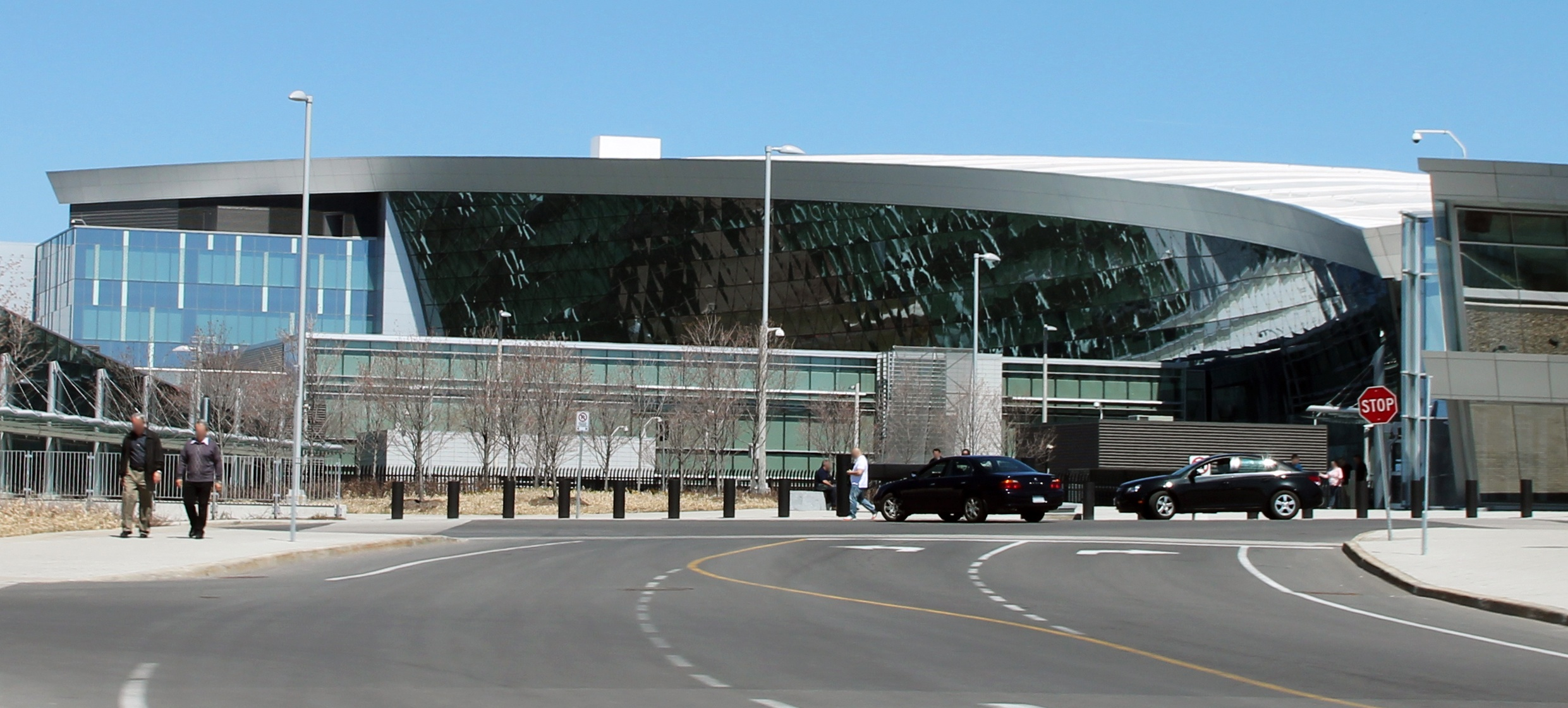
CSE, Ottawa, Ontario, Canada

Poiché le informazioni elaborate vengono raccolte da più fonti, quelle condivise non sono limitate a SIGINT e spesso coinvolgono quelle raccolte dai servizi segreti militari, nonché dall'attività di intelligence svolta da HUMINT, oltre a quelle provenienti dallo spionaggio geospaziale (GEOINT).

## Organizzazioni
La seguente tabella offre una panoramica sulla maggior parte delle agenzie nei paesi dei Cinque Occhi coinvolte in tali forme di condivisione dei dati.
| Nazione       | Agenzia                                                    | Acronimo |
| ------------- | ---------------------------------------------------------- | -------- |
| Australia     | Servizio di Intelligence Segreto Australiano               | ASIS     |
| Australia     | Direzione dei Segnali Australiani                          | ASD      |
| Australia     | Organizzazione Australiana di Intelligence di Sicurezza    | ASIO     |
| Australia     | Organizzazione Australiana di Intelligence Geospaziale     | AGO      |
| Australia     | Organizzazione di Intelligence di Difesa                   | DIO      |
| Canada        | Comando di Intelligence delle Forze Canadesi               | CFINTCOM |
| Canada        | Stabilimento di Sicurezza delle Comunicazioni              | CSE      |
| Canada        | Servizio Canadese di Intelligence di Sicurezza             | CSIS     |
| Nuova Zelanda | Direzione dell'Intelligence e della Sicurezza della Difesa | DDIS     |
| Nuova Zelanda | Ufficio di Sicurezza delle Comunicazioni del Governo       | GCSB     |
| Nuova Zelanda | Servizio di Intelligence di Sicurezza della Nuova Zelanda  | NZSIS    |
| Regno Unito   | Intelligenza di Difesa                                     | DI       |
| Regno Unito   | Quartier Generale del Governo per le Comunicazioni         | GCHQ     |
| Regno Unito   | Servizio di Sicurezza                                      | MI5, BSS |
| Regno Unito   | Servizio di Intelligence Segreto                           | MI6, SIS |
| Stati Uniti   | CIA – Agenzia Centrale di Intelligence                     | CIA      |
| Stati Uniti   | Agenzia di Intelligence di Difesa                          | DIA      |
| Stati Uniti   | Ufficio Federale di Investigazione                         | FBI      |
| Stati Uniti   | Agenzia Nazionale di Intelligence Geospaziale              | NGA      |
| Stati Uniti   | Agenzia di Sicurezza Nazionale                             | NSA      |

## Storia

### Origini (1940-1950)

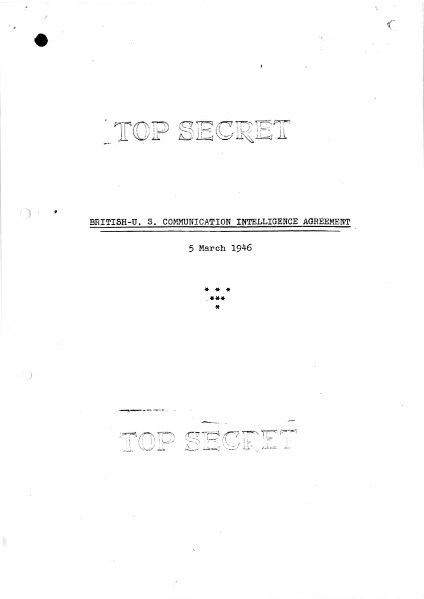
La copertina della prima versione dell'accordo segreto UKUSA del 1946, che è stato reso noto al pubblico nel 2011

Le origini dell'alleanza dei Cinque Occhi risalgono alla Carta Atlantica, che fu emessa nell'agosto 1941 per definire gli obiettivi degli Alleati per il mondo postbellico. Il 17 maggio 1943, l'Accordo sulle Comunicazioni Britannico-Americano, noto anche come Accordo BRUSA, fu firmato dai governi del Regno Unito e degli Stati Uniti per facilitare la cooperazione tra il Dipartimento di Guerra degli Stati Uniti e il Government Code and Cypher School (GC&CS; Scuola di Codici e Cifrari del Governo) del Regno Unito, divenuta poi il Quartier Generale del Governo per le Comunicazioni britannico. Il 5 marzo 1946, il trattato segreto fu formalizzato come l'Accordo UKUSA, che costituisce la base per tutta la cooperazione di Intelligence del Segnale (SIGINT, SIGnal INTelligence) tra NSA e GCHQ fino ad oggi.
Nel 1948 il trattato fu esteso fino al Canada, seguito da Norvegia (1952), Danimarca (1954), Germania Occidentale (1955), Australia (1956) e Nuova Zelanda (1956). Questi paesi hanno partecipato all'alleanza come "terze parti". Nel 1955, lo status formale dei restanti paesi dei Cinque Occhi fu ufficialmente riconosciuto in una versione più recente dell'accordo UKUSA che conteneva la seguente dichiarazione:
Il termine "Five Eyes" (Cinque Occhi) ha le sue origini come abbreviazione di "AUS/CAN/NZ/UK/US EYES ONLY" (AUSCANNZUKUS).

### Guerra Fredda (1950-1990)
Durante la Guerra Fredda, GCHQ e l'NSA hanno condiviso l'intelligence sull'Unione Sovietica, sulla Repubblica Popolare Cinese e su diversi paesi dell'Europa Orientale (noti come Exotics). Nel corso di diversi decenni, la rete di sorveglianza ECHELON è stata sviluppata per monitorare le comunicazioni militari e diplomatiche dell'Unione Sovietica e dei suoi alleati del Blocco Orientale.
Durante la guerra del Vietnam, gli operatori australiani e neozelandesi nella regione Asia-Pacifico lavorarono direttamente per supportare gli Stati Uniti, mentre gli operatori GCHQ di stanza nell'allora colonia britannica di Hong Kong furono incaricati di monitorare le reti di difesa aerea del Vietnam del Nord. Durante la guerra delle Falkland, gli inglesi ricevettero dati di intelligence dai loro alleati FVEY come l'Australia, nonché da terze parti come la Norvegia e la Francia. All'indomani della guerra del Golfo, un tecnico dell'ASIS fu usato dal SIS per infastidire gli uffici del governo kuwaitiano.
Negli anni '50, il SIS e la CIA orchestrarono il rovesciamento del primo ministro iraniano Mohammad Mosaddegh. Negli anni '60, il SIS e la CIA orchestrarono insieme l'assassinio del leader congolese dell'indipendenza Patrice Lumumba. Negli anni '70, l'ASIS e la CIA orchestrarono congiuntamente il rovesciamento del presidente cileno Salvador Allende. Durante le proteste di piazza Tiananmen del 1989, il SIS e la CIA hanno preso parte all'operazione Yellowbird per salvare i dissidenti dal regime cinese.

### Informazioni sulla rete ECHELON (1972-2000)
Alla fine del XX secolo, la rete di sorveglianza ECHELON si era evoluta in un sistema globale in grado di raccogliere enormi quantità di comunicazioni private e commerciali, tra cui telefonate, fax, e-mail e altro traffico di dati. Ciò è stato fatto attraverso l'intercettazione di portatori di comunicazioni come la trasmissione satellitare e le reti telefoniche pubbliche commutate.
I Cinque Occhi hanno due tipi di metodi di raccolta delle informazioni: il programma PRISM e il sistema di raccolta a monte. Il programma PRISM raccoglie informazioni sugli utenti da aziende tecnologiche come Google, Apple e Microsoft, mentre il sistema di raccolta a monte raccoglie informazioni direttamente dalle comunicazioni dei civili tramite cavi e infrastrutture in fibra via via che i dati passano.  La prima divulgazione del programma al pubblico avvenne nel 1972 quando un ex analista di comunicazioni della NSA riferì alla rivista Ramparts che la NSA aveva sviluppato una tecnologia che "poteva decifrare tutti i codici sovietici". Nel 1988, Duncan Campbell rivelò nel New Statesman l'esistenza di ECHELON, un'estensione dell'accordo UKUSA sull'intelligence globale dei segnali [SigInt]. La storia, "Somebody's listening", descriveva in dettaglio come le operazioni di intercettazione non venivano impiegate solo nell'interesse della "sicurezza nazionale", ma venivano regolarmente sfruttate abusivamente per lo spionaggio aziendale al servizio degli interessi commerciali statunitensi. Il pezzo è passato in gran parte inosservato al di fuori dei circoli giornalistici. Nel 1996, la giornalista neozelandese Nicky Hager ha fornito una descrizione dettagliata di ECHELON in un libro intitolato "Secret Power - Il ruolo della Nuova Zelanda nella rete internazionale di spionaggio", che è stato citato dal Parlamento Europeo in un rapporto del 1998 intitolato "Una valutazione di la tecnologia del controllo politico" (PE 168.184). Il 16 marzo 2000, il Parlamento ha chiesto una risoluzione sui Cinque Occhi e sulla loro rete di sorveglianza ECHELON, che, se approvata, avrebbe richiesto il "completo smantellamento di ECHELON".
Tre mesi dopo, il Parlamento Europeo ha istituito la commissione temporanea su ECHELON per indagare sulla rete di sorveglianza ECHELON. Tuttavia, secondo alcuni politici europei come Esko Seppänen della Finlandia, queste indagini sono state ostacolate dalla Commissione Europea.
Negli Stati Uniti, i legislatori del Congresso hanno avvertito che il sistema ECHELON potrebbe essere utilizzato per monitorare cittadini statunitensi. Il 14 maggio 2001, il governo degli Stati Uniti ha annullato tutti gli incontri con la commissione temporanea su ECHELON.
Secondo un rapporto della BBC nel maggio 2001, "il governo degli Stati Uniti rifiuta ancora di ammettere che ECHELON persino esiste".

### Guerra al terrorismo (dal 2001)
All'indomani degli attacchi dell'11 settembre al World Trade Center e al Pentagono, le capacità di sorveglianza dei Cinque Occhi furono notevolmente aumentate come parte della guerra al terrorismo, sul suolo americano soprattutto grazie al USA PATRIOT Act.
Durante il periodo precedente alla guerra in Iraq, le comunicazioni dell'ispettore delle armi dell'ONU Hans Blix furono monitorate dai paesi dei cinque occhi. Furono inserite delle cimici nell'ufficio del Segretario Generale delle Nazioni Unite Kofi Annan da agenti britannici. Un promemoria della NSA ha illustrato nel dettaglio i piani dei Five Eyes per potenziare le intercettazioni sulle delegazioni ONU di sei paesi, nell'ambito di una campagna di "sporchi trucchi" per fare pressione su questi sei paesi affinché votino a favore dell'uso della forza contro l'Iraq.
Il SIS e la CIA avevano stretto una partnership di sorveglianza con il leader libico Muammar Gheddafi per spiare i dissidenti libici in Occidente, in cambio del permesso di usare la Libia come base per consegne straordinarie (extraordinary renditions).
A partire dal 2010, i paesi dei Cinque Occhi hanno anche accesso a SIPRNet: la versione segreta di Internet del Governo degli Stati Uniti.
Nel 2013, i documenti fatti trapelare dall'ex consulente della NSA Edward Snowden hanno rivelato l'esistenza di numerosi programmi di sorveglianza gestiti congiuntamente dai paesi dei Cinque Occhi. L'elenco seguente include alcuni esempi notevoli riportati nei media:
- PRISM - Gestito dall'NSA insieme a GCHQ e ASD[56][57]
- XKeyscore - Gestito dall'NSA con contributi dell'ASD e del GCSB[58]
- Tempora - Gestito da GCHQ con contributi dell'NSA[59][60]
- MUSCOLARE - Gestito da GCHQ e dalla NSA[61]
- STATEROOM – Operato da ASD, CIA, CSE, GCHQ e NSA[62]

Nel marzo 2014, la Corte internazionale di giustizia (ICJ) ha ordinato all'Australia di smettere di spiare Timor Est. Per la prima volta tali restrizioni vengono imposte a un membro dei "Cinque Occhi".

### Competizione con la Cina (dal 2018)
Il 1º dicembre 2018, Meng Wanzhou, una dirigente della Huawei, è stata arrestata dalle autorità canadesi nell'Aeroporto Internazionale di Vancouver, accusata di frode e cospirazione contro gli Stati Uniti.
Il 10 dicembre 2018 le autorità cinesi per ritorsione hanno arrestato due cittadini canadesi. Secondo il quotidiano South China Morning Post questo conflitto è stato visto dagli analisti come l'inizio di uno scontro diretto tra la dirigenza del Partito Comunista Cinese e i membri dell'alleanza "Cinque Occhi".
Nei mesi seguenti, gli Stati Uniti hanno imposto restrizioni agli scambi di tecnologia con la Cina.
Su pressione dei parlamentari australiani e del Segretario di Stato degli Stati Uniti Mike Pompeo, il governo del Regno Unito ha annunciato che avrebbe ridotto a zero la presenza della tecnologia Huawei nella sua rete 5G.
Il quotidiano cinese ha riferito che questi eventi sono stati visti da Pechino come una guerra politica «condotta con la più antica alleanza di spionaggio del mondo, i "Cinque Occhi"».
A metà aprile 2021, il ministro degli esteri neozelandese Nanaia Mahuta ha rilasciato una dichiarazione secondo cui la Nuova Zelanda non avrebbe permesso all'alleanza "Cinque Occhi" di dettare le sue relazioni bilaterali con la Cina e che la Nuova Zelanda era a disagio nell'espandere il mandato del gruppo di intelligence. In risposta, il governo australiano ha espresso preoccupazione per il fatto che Wellington stesse minando gli sforzi collettivi per combattere quella che considerava un'aggressione cinese.
Le osservazioni di Mahuta sono state riprese dal primo ministro neozelandese Jacinda Ardern che ha affermato che mentre la Nuova Zelanda era ancora impegnata nell'alleanza "Cinque Occhi", non avrebbe utilizzato la rete come primo punto per comunicare su questioni non di sicurezza. Mentre il redattore del Daily Telegraph Con Coughlin e il parlamentare conservatore britannico Bob Seely hanno criticato la Nuova Zelanda per aver minato gli sforzi dei "Cinque Occhi" per tenere un fronte unito contro Pechino, il quotidiano cinese Global Times ha elogiato la Nuova Zelanda per aver messo i propri interessi nazionali al di sopra dei "Cinque Occhi".
Alla fine di aprile 2021, il Global Times ha riferito che i dipendenti di aziende e organizzazioni considerate "a rischio" di infiltrazione straniera in viaggio verso i paesi dei "Cinque Occhi" sarebbero stati sorvegliati dal Ministero per la sicurezza dello Stato cinese; quindi, questi dipendenti dovranno segnalare alle autorità cinesi le loro destinazioni di viaggio, gli ordini del giorno e gli incontri con il personale straniero.
Altre misure di sicurezza includono essere sottoposti a «formazione allo spionaggio prima della partenza» e lasciare i propri dispositivi elettronici a casa e portarne di nuovi all'estero. Queste misure sono arrivate in un momento di accresciute tensioni tra la Cina e i cinque paesi alleati.
Il 20 dicembre 2021, il Segretario di Stato degli Stati Uniti Antony Blinken e i ministri degli esteri di Australia, Canada, Nuova Zelanda e Regno Unito hanno rilasciato una dichiarazione congiunta in cui criticava l'esclusione dei candidati dell'opposizione, a seguito della legge sulla sicurezza nazionale di Hong Kong, ed esortando la Cina a rispettare i diritti umani e le libertà a Hong Kong in conformità con la Dichiarazione congiunta sino-britannica del 1984. In risposta, il governo cinese ha affermato che le elezioni di Hong Kong erano state corrette e ha criticato i "Cinque Occhi" per aver interferito negli affari interni di Hong Kong.

### Invasione russa dell'Ucraina nel 2022
Il 20 aprile 2022 le agenzie di intelligence dell'alleanza "Cinque Occhi" hanno segnalato che «la Russia è pronta a lanciare massicci attacchi informatici contro gli alleati dell’Ucraina» coinvolgendo gruppi di criminalità informatica.
Nel maggio 2022, i ministri della giustizia della rete di intelligence "Cinque Occhi" hanno promesso il loro sostegno all'Ucraina nel perseguimento dei crimini di guerra russi, affermando che avrebbero sostenuto le indagini della Corte penale internazionale.

## Controversie sulla condivisione dello spionaggio interno
«L'alleanza dei paesi dei Cinque Occhi è una sorta di artefatto dell'era post seconda guerra mondiale in cui i paesi anglofoni sono i maggiori detentori del potere mondiale e insieme cooperavano e condividevano il costo delle infrastrutture di spionaggio […] Il risultato di ciò fu una sorta di organizzazione sovranazionale che non risponde alle leggi di nessun dei propri paesi.»

— Edward Snowden
Negli ultimi anni, i documenti dei FVEY hanno dimostrato che i membri dell'alleanza stavano spiando intenzionalmente i cittadini gli uni con gli altri, condividendo tra loro le informazioni raccolte. Shami Chakrabarti, direttore del gruppo di difesa Liberty, ha affermato che l'alleanza FVEY aumenta la capacità degli Stati membri di "subappaltare il lavoro sporco" tra loro. L'ex consulente della NSA Edward Snowden ha descritto i FVEY come "un'organizzazione di intelligence sovranazionale che non risponde alle leggi dei propri paesi".
Come risultato delle rivelazioni di Snowden, l'alleanza FVEY è diventata oggetto di una crescente quantità di controversie in alcune parti del mondo:
- Canada: Alla fine del 2013, il giudice federale canadese Richard Mosley riprese duramente il CSIS per aver appaltato la sorveglianza canadese ad agenzie oltreoceano. Una sentenza di 51 pagine afferma che il CSIS e altre agenzie federali canadesi hanno illegalmente arrolato gli alleati dei Cinque Occhi nella sorveglianza globale, tenendone intanto all'oscuro le corti federali.[87][88][89]
- Nuova Zelanda: Nel 2014, le agenzie NZSIS e GCSB della Nuova Zelanda furono interrogate dal Parlamento della Nuova Zelanda per chiarire se avessero ricevuto una contribuzione monetaria dei membri dei Cinque Occhi. David Cunliffe, il leader del Partito Laburista, ha asserito come il pubblico abbia il diritto di essere informato.[90]
- Unione Europea: All'inizio del 2014, la Commissione per le Libertà Civili, la Giustizia e gli Affari Interni del Parlamento europeo pubblicò una bozza di relazione che confermò che le agenzie di intelligence della Nuova Zelanda e Canada abbiano cooperato con l'NSA sotto l'alleanza dei Cinque Occhi e potrebbero aver condiviso attivamente dati personali di cittadini europei.[91][92]

## Altre cooperazioni internazionali
Dall'aggiunta di due membri nel 1956, i cinque occhi consistono in Australia (accettato nel 1956), Canada (accettato nel 1948), Nuova Zelanda (accettato nel 1956), Regno Unito (co-creatore 1946) e Stati Uniti (co-creatore 1946). Inoltre, esiste un gruppo di nazioni chiamate "Partner di terze parti", che condividono i loro dati con i paesi dei Cinque Occhi.
Mentre i Cinque Occhi è un accordo molto specifico con operazioni specifiche tra le cinque nazioni, altri accordi di condivisione con paesi esterni a quest'accordo sono stati stipulati in modo indipendente e per scopi specifici. Ad esempio, secondo Edward Snowden, l'NSA ha un "organo massiccio" chiamato Direzione degli Affari Esteri che è responsabile della collaborazione con paesi stranieri.

### Sei Occhi
Secondo il settimanale L'Obs, nel 2009, gli Stati Uniti proposero alla Francia di entrare nei Cinque Occhi, che sarebbero divenuti i "Sei Occhi" ("Six Eyes" in inglese). Nicolas Sarkozy richiese però che alla Francia venissero garantiti gli stessi status degli altri paesi alleati, incluso la firma di un accordo anti-spionaggio. Questa richiesta fu approvata dal direttore dell'NSA, ma non dal direttore della CIA e neanche dal Presidente Barack Obama, per questo motivo la Francia rifiutò la proposta.
Nel 2013 fu riportato come la Germania fosse intenzionata ad entrare nell'alleanza dei Cinque Occhi. In quel periodo, diversi membri del Congresso degli Stati Uniti, come Tim Rayan e Charles Dent, fecero pressione affinché la Germania venisse accettata nell'alleanza dei Cinque occhi.
Israele, Singapore, Corea del Sud e Giappone collaborano con i Cinque Occhi.

### Cinque Occhi più Tre contro Cina e Russia
I Cinque Occhi e, citando, un gruppo di altri partner "con la stessa mentalità" come Francia, Germania e Giappone, dall'inizio del 2018 introdussero un framework di condivisione di informazioni per contrastare la minaccia delle nascenti attività di Cina e Russia.

### Cinque Occhi più Tre contro la Corea del Nord
I Cinque Occhi e la Francia, Giappone e Corea del Sud collegano le informazioni di intelligence riguardandi le attività militari e missilistiche della Corea del Nord.

### Nove Occhi

Una mappa dei paesi dei Nove Occhi

I Nove Occhi consistono nella collaborazione tra i paesi dei cinque occhi e Danimarca, Francia, Paesi Bassi e Norvegia.

### Quattordici Occhi

Una mappa dei Quattordici Occhi

Secondo i documenti trapelati da Edward Snowden, c'è un altro accordo di lavoro tra 14 nazioni conosciute con il nome ufficiale di SIGINT Seniors Europe, o "SSEUR". Questi "Quattordici Occhi" comprendono i paesi dei Nove Occhi più Belgio, Germania, Italia, Spagna e Svezia.

### Ulteriori collaborazioni di condivisione dell'intelligence
Come espresso da Privacy International, ci sono numerosi accordi di intelligence che asseriscono specifici problemi, questi accordi coinvolgono alcune o tutte le nazioni sopracitate oltre ad altre come:
- Una condivisione tra 41 nazioni relativa ad una specifica area. Le nazioni sono le partecipanti all'Operazione Libertà Duratura, nota anche in lingua inglese come "Operation Enduring Freedom" (acronimo OEF);
- Uno sforzo condiviso delle nazioni dei Cinque Occhi sulla "cooperazione mirata" relativa allo sfruttamento dei network di computer con Austria, Belgio, Republica Ceca, Danimarca, Germania, Grecia, Ungheria, Islanda, Italia, Giappone, Lussemburgo, Paesi Bassi, Norvegia, Polonia, Portogallo, Corea del Sud, Spagna, Svezia, Svizzera e Turchia.
- Club di Berna: 17 membri inclusi principalmente gli stati Europei; gli USA non sono membri;
- Maximator: una alleanza di intelligence tra Danimarca, Germania, Francia, i Paesi Bassi e la Svezia;
- The Counterterrorist Group: un gruppo compreso dai 17 pasei che formano il Club di Berna e gli Stati Uniti;
- NATO Special Committee: formato dai capi delle agenzie di sicurezza dei 28 paesi membri della NATO.

## Lista degli obiettivi dei Cinque Occhi

### Personalità famose
Le capacità di sorveglianza dei Cinque Occhi continua ad aumentare con l'aumentare del progresso tecnologico, un sistema di sorveglianza globale è stato gradualmente sviluppato per catturare le comunicazioni di popolazioni intere oltre i confini nazionali. La seguente lista contiene una manciata di obiettivi dei Cinque Occhi che sono personaggi pubblici in vari campi. Affinché una persona possa essere aggiunta alla lista, devono esserci delle prove ben documentate da una fonte affidabile, come una fuoriuscita di dati o una declassificazione di documenti oppure una comunicazione da parte di un whistleblower, che dimostri che la persona sia stata un obiettivo per i Cinque Occhi.
| Foto | Nome                     | Periodo di vita | Agenzia di Sorveglianza | Note | Rif.                            |
| ---- | ------------------------ | --------------- | ----------------------- | --- | ------------------------------- |
|      | Charlie Chaplin          | 1889-1977       | - MI5 - FBI             | Commediografo, filmmaker e compositore britannico che ebbe fama durante il periodo del cinema muto, Charlie Chaplin divenne una delle più importanti figure nell'industria cinematografica attraverso il suo personaggio "Charlot (il Vagabondo)". Dato il presunto collegamento al comunismo, fu piazzato sotto sorveglianza agli inizi degli anni '50 dagli agenti del MI5, che agì per conto dell'FBI come parte di una campagna per bandirlo dagli Stati Uniti.                                                      | [ 109 ] [ 110 ] [ 111 ]         |
|      | Strom Thurmond           | 1902-2003       | - Vari                  | Un candidato presidenziale dixiecrat, Storm Thurmond rappresentava la Carolina del Sud nel Senato degli Stati Uniti. Nel 1988, Marget Newsham, una dipendente della Lockheed, comunicò in una sessione a porte chiuse con il Congresso degli Stati Uniti che le telefonate di Thurmond erano intercettate dai Cinque Occhi e dal sistema ECHELON. | [ 112 ] [ 113 ] [ 114 ]         |
|      | Nelson Mandela           | 1918-2013       | - CIA - SIS             | Attivista politico, avvocato e filantropo sudafricano che ricoprì la carica del Presidente del Sud Africa dal 1994 al 1999, Nelson Mandela fu denunciato come terrorista dai suoi avversari politici del regime segregazionista e razzista bianco del Sud Africa, quindi fu posto sotto sorveglianza dagli agenti del SIS britannico. Nel 1962 Mandela fu arrestato dopo che dettagli della sua attività terroristica furono intercettati dalla CIA e comunicati alle autorità locali.                                   | [ 115 ] [ 116 ] [ 117 ] [ 118 ] |
|      | Jane Fonda               | 1937-           | - GCHQ - NSA            | Scrittrice, attrice, attivista politica e fashion model. Dato il suo attivismo politico, le sue comunicazioni, insieme a quelle del marito Tom Hayden, furono intercettate dalla GCHQ e passate all'NSA. | [ 119 ] [ 120 ]                 |
|      | Ali Khamenei             | 1939- 2024      | - GCHQ - NSA            | Un chierico sciita e ex Presidente dell'Iran, Ali Khamenei era la Guida suprema dell'Iran. Durante una visita al Kurdistan iraniano nel 2009 egli e il suo entourage furono obiettivi di uno spionaggio high-tech che includeva l'analisi di immagini satellitari. L'operazione fu condotta dal GCHQ e l'NSA. | [ 121 ]                         |
|      | John Lennon              | 1940-1980       | - FBI - MI5             | Musicista britannico, cantautore e vocalista principale dei Beatles, John Lennon si impegno in attività pacifiste attraverso canzoni iconiche, come: "Give Pace a Chance" e "Happy Xmas (War Is Over)". Nel 1971 si trasferì a New York per unirsi ai movimenti di protesta contro la Guerra del Vietnam. Nei successivi 12 mesi, gli Stati Uniti lanciarono un estensivo programma di sorveglianza per monitorare le sue attività e deportarlo in Gran Bretagna. L'operazione fu condotta dall'FBI con l'aiuto del MI5. | [ 122 ] [ 123 ] [ 124 ] [ 125 ] |
|      | Ehud Olmert              | 1949-           | - GCHQ - NSA            | Un politico Israeliano, avvocato e dodicesimo Primo Ministro Israeliano. Lui e il Ministro della Difesa, Ehud Barak, furono inseriti in una lista di persone sotto sorveglianza da parte del GCHQ e l'NSA. | [ 126 ]                         |
|      | Susilo Bambang Yudhoyono | 1949-           | - ASD - NSA             | Ex capo militare osservatore della missione di Peacekeeping Force in Bosnia e ex Presidente dell'Indonesia. Susilo Bambang Yudhoyono e sua moglie fu piazzata sotto sorveglianza dall'ASD, che condivise i dettagli con l'NSA. | [ 127 ] [ 128 ] [ 129 ]         |
|      | Angela Merkel            | 1954-           | - Vari                  | Politico tedesco, ex ricercatore scientifico e Cancelliere federale della Germania dal 2005 al 2021. Le comunicazioni cellulari di Angela Merkel furono monitorati dallo Special Collection Service, che è parte del programma di sorveglianza STATEROOM. | [ 130 ] [ 131 ] [ 132 ]         |
|      | Diana Spencer            | 1961-1997       | - GCHQ - NSA            | Ferma oppositrice dell'uso intenzionale di mine terrestri, la Principessa del Galles fu piazzata sotto osservazione dal GCHQ e l'NSA, tennero questi file top secret che contenevano più di mille pagine. I contenuti del suddetto file non sono stati pubblicati per ragioni di pubblica sicurezza. | [ 133 ] [ 134 ] [ 135 ]         |
|      | Kim Dotcom               | 1974-           | - FBI - GCSB            | Imprenditore e informatico tedesco, uomo d'affari e hacktivist, Kim Dotcom è il fondatore del servizio di file hosting Megaupload. A nome dell'FBI il GCSB della Nuova Zelanda condusse una sorveglianza illegale su Dotcom. Il primo ministro John Key si scusò per la sorveglianza illegale effettuata dallo GCSB. | [ 136 ] [ 137 ] [ 138 ] [ 139 ] |

### Organizzazioni
Compagnie Aeree
- Aeroflot[140] (Russia)

Rete di trasmissione
- Al Jazeera[141] (Qatar)

Istituzioni Finanziarie
- MasterCard[142] (USA)
- Society for Worldwide Interbank Financial Telecommunication[142]
- Visa Inc.[142] (USA)

Multinazionali
- Thales Group[143] (Francia)

Corporazioni Petrolifere
- Petrobras[144] (Brasile)
- Total S.A.[143] (Francia)

Motori di Ricerca
- Google[145][146] (USA)
- Yahoo![147] (USA)

Operatori di Rete
- Alcatel-Lucent[148] (Francia)
- Belgacom[149] (Belgio)
- Pacnet[150] (Hong Kong)

Nazioni Unite
- Assemblea generale delle Nazioni Unite[151]
- Istituto di ricerca delle Nazioni Unite sul disarmo[152]
- Fondo delle Nazioni Unite per l'infanzia[143]
- Programma delle Nazioni Unite per lo sviluppo[143]
- Agenzia internazionale per l'energia atomica[153]

Università
- Tsinghua University[154](Cina)
- The Racah Institute of Physics dell'Università Ebraica di Gerusalemme[152] (Israele)